# Sharpsville (Indiana)
Sharpsville – miasto w Stanach Zjednoczonych, w stanie Indiana, w hrabstwie Tipton.